# Zeletin
Zeletin – wieś w Rumunii, w okręgu Buzău, w gminie Cătina. W 2011 roku liczyła 233 mieszkańców.